# Kanahia laniflora
Kanahia laniflora är en oleanderväxtart som först beskrevs av Peter Forsskål, och fick sitt nu gällande namn av Robert Brown. Kanahia laniflora ingår i släktet Kanahia och familjen oleanderväxter. Inga underarter finns listade i Catalogue of Life.